# Éparchie de Toronto des Ukrainiens
L'éparchie de Toronto (Єпархія Торонто en ukrainien) est une éparchie de l'Église grecque-catholique ukrainienne couvrant l'Est du Canada. Elle est également appelée l'éparchie de Toronto et de l'Est du Canada. Son siège épiscopal est la cathédrale de Saint-Josaphat de Toronto en Ontario. Elle comprend également un sanctuaire national, le sanctuaire national catholique ukrainien de Saint-Jean-le-Baptiste, à Ottawa.

## Histoire
L'exarchat apostolique de l'Est du Canada a été érigé le 19 janvier 1948. Le 10 mars 1951, il est devenu l'exarchat apostolique de Toronto. Celui-ci fut élevé au rang d'éparchie le 3 novembre 1956.

## Structure
L'éparchie de Toronto est divisée en 13 régions : Nord, Nord-Est, Nord-Ouest, Toronto, Hamilton, Niagara, Kitchener, Windsor, Montréal, Thunder Bay, Sudbury, hongroise et roumaine.

## Ordinaires
- Isidore Borecky (uk) (1948-1998)
- Cornelius John Pasichny (1998-2003)
- Stephen Victor Chmilar (uk) (2003-2019)
  - Bryan Bayda, éparque de Saskatoon, administrateur apostolique (2019-2022)
- Bryan Bayda (depuis 2022)